# Denní hlídka (kniha)
Denní hlídka (rusky Дневной дозор) je román žánru fantasy od ruských spisovatelů Sergeje Lukjaněnka a Vladimira Vasiljeva. Je druhou částí série Hlídky. Předchází ji román Noční hlídka, volným pokračováním jsou knihy Šerá hlídka, Poslední hlídka a Šestá hlídka. S Hlídkami souvisí i kniha Temná hlídka od Vladimira Vasiljeva.

## Děj
Kniha je rozdělena na tři samostatné příběhy. V prvním (Nepovolaným vstup zakázán) sledujeme osudy mladé Temné vědmy Alice, která při plnění úkolu pro Denní hlídku ztratí většinu svých sil a je proto poslána na dovolenou na Krym. Zde se zamiluje do Igora, který zde dělá instruktora na dětském táboře. Jejich láska se ovšem projeví jako fatální, když navzájem zjišťují, že oba patří k odvěkým nepřátelům. Igor je totiž členem Noční hlídky. V souboji, v němž Alice doufá v pomoc velkého temného mága Zavulona se ukáže, že pomoc nepřijde a Alice umírá (odchází do spodních hladin šera).
Ve druhém příběhu (Cizí pro jiné) se v Moskvě objeví nečekaně silný mág, který nemilosrdně zabíjí členy Noční hlídky. Později se ukáže, že se jedná o Zrcadlo, slabého Jiného, který se zhmotňuje ze šera v případě nerovnosti sil Temných a Světlých. Nerovnost spočívá v převaze sil na straně Světlých, Světlana velká světlá čarodějka, totiž získala svou sílu přepsáním Knihy osudu (v první části Temná hlídka). Zrcadlo síly vyrovnává a Světlana o svou sílu přichází.
Třetí část (Jiná síla) se točí okolo ukradeného mocného artefaktu jménem Dráp Fafnirův, který byl ukraden nezávislou organizací Temných přímo z úřadu Inkvizice. Soud Inkvizice se odehrává v Praze, kde je dočasně znovu zhmotněna Alice, zabitá Igorem v prvním příběhu, aby doznala, že celý příběh zapletl temný mág Zavulon.